# Ushuaia (1891)
El ARA Ushuaia fue un buque de vapor que sirvió como transporte en la Armada Argentina, cumpliendo un destacado servicio en apoyo de la exploración y colonización de la Patagonia Argentina.

## Historia
El vapor Tyr fue construido en 1886 en Gävle, Suecia. Su casco de acero tenía tres compartimientos estancos. Llevaba dos palos, a popa y proa, y una chimenea central. Tenía 45 m de eslora, 7.20 de manga, 4.20 de puntal, un calado de 2.9 m, y un desplazamiento de 402 toneladas.
Era propulsado por una Máquina de vapor de dos cilindros de 293 HP DE potencia, Sistema Compound, que impulsaba una única hélice y era alimentada por una caldera principal y otra auxiliar. Alcanzaba una velocidad de crucero de 8 nudos y máxima de 9. Sus carboneras tenían una capacidad de 70 t lo que le aseguraba una autonomía de 1900 millas.
Encontrándose en el puerto de la ciudad de Buenos Aires en 1888 fue vendido por su armador, P. Gartland al Ministerio del Interior de la República Argentina para servir en la órbita de ese organismo en la Patagonia Argentina. No contando con personal capacitado para su operación, el Ministerio la transfirió a la Armada Argentina pero reservándose la planificación de sus misiones.
Al mando del teniente de fragata Juan M. Nogueras efectuó la carrera entre Buenos Aires y Ushuaia hasta 1891, trasladando hasta la ciudad austral y puertos intermedios de la costa atlántica provisiones y pasajeros.
En el año 1891 fue rebautizado como Ushuaia, pero sin sufrir cambios en mando, orgánica ni actividad. En 1892 efectuó tres viajes logísticos a Ushuaia, controlando durante los mismos la actividad de guaneros ilegales. En una de esas comisiones, remolcó al Comodoro Py a Puerto Bridges donde actuaría como control marítimo.
En 1893 efectuó otros tres viajes de tenor similar, lo que se repitió en 1894, esta vez al mando del teniente de navío Hortensio Twaites.
En 1895 asumió el mando el teniente de fragata Juan L. Murúa con quien efectuó también tres viajes. En diciembre pasó a servir a las órdenes directas del gobernador del Territorio Nacional de Tierra del Fuego haciéndose cargo del mando el piloto práctico Benito Báez. Durante 1896 efectuó dos nuevos viajes, pero el 25 de septiembre pasó nuevamente a la órbita de la División Transportes de la Intendencia de Marina y al mando de Murúa el 5 de diciembre de 1896 transportó a Madryn al regimiento N° 7 de Caballería.
Nuevamente con mando civil, durante 1897 efectuó 7 viajes entre los puertos de Madryn, Carmen de Patagones y Bahía Blanca, regresando entonces a Ushuaia donde permaneció estacionario el primer semestre de 1898, reintegrándose entonces a la carrera a Buenos Aires y realizando 3 viajes redondos a ese destino.
En uno de ellos, en noviembre de 1898, rescató en el Estrecho de Magallanes a la tripulación del vapor Biene.
Al mando del teniente de fragata Ángel Baglietto, hasta agosto de 1899 sirvió como enlace entre Ushuaia, Punta Arenas y la Isla de los Estados, pasando luego a Buenos Aires para reparaciones.
En 1901 volvió al servicio al mando del teniente de navío Edmundo Méndez, efectuando cinco viajes a Ushuaia en uno de los cuales remolcó a Puerto Belgrano al pailebot Quequén.
Durante 1902, al mando sucesivo de los tenientes de fragata Juan L. Murúa y Pablo Texera García operó como buque carbonero en la 3° División de Defensa del Río de la Plata, pasando luego al Atlántico Sur. Allí trasladó convictos de Puerto Cook a Ushuaia y auxilió en la captura de los restantes penados de Isla de los Estados, tras su sublevación y fuga. Ese mismo año rescató a 20 náufragos de la barca británica Powis Castle que había encallado en la isla Alexander.
Durante 1903 a los mandos sucesivos de los tenientes de fragata Enrique E. Fliess y Horacio Pereyra, y del ahora capitán de fragata Hortensio Twaites, realizó 3 nuevos viajes, en uno de los cuales rescató a los tripulantes del vapor California.
En 1904 y 1905, al mando del teniente de navío Carlos G. Daireaux, del teniente de fragata Jorge Yalour y accidentalmente del alférez de navío Luis F. Orlandini, el Ushuaia actuó en tareas de relevamiento hidrográfico en el puerto de San Antonio, auxilió a la instalación del faro fijo de Bahía Blanca y continuó prestando servicios logísticos en la costa patagónica.
Al mando del teniente de navío Alberto Moreno continuó afectado a tareas hidrográficas durante los primeros meses de 1906, efectuando luego 3 viajes entre Ushuaia y Buenos Aires, en uno de los cuales rescató a los náufragos de la fragata francesa Duchesse de Berry, hundida en Cabo Pingüino.
Durante el año 1907 al mando del teniente de navío Miguel Bardi y del teniente de fragata Pedro S. Casal (accidental) integró la escuadrilla del río Paraná actuando como transporte armado y depósito de armas y municiones. En esa comisión acompañó al monitor Los Andes y a las torpederas N° 4 y 5 trasladando tropas a la provincia de Corrientes.
A fines de ese año, al mando del teniente de navío Edmundo Méndez, participó junto al aviso Gaviota de los infructuosos intentos de rescatar la goleta Austral, naufragada el 21 de diciembre al iniciar su segunda campaña antártica.
Durante el primer semestre de 1908, al mando sucesivo del alférez de navío Américo Fincati (accidental), del teniente de fragata Mario Gómez y del alférez de navío Adolfo Garnaud Lescarret (accidental) operó como buque madre de las torpederas en el Río de la Plata. Al iniciarse el segundo semestre al mando del teniente de fragata Arturo Cueto regresó a sus funciones habituales en el extremo sur efectuando dos viajes entre Buenos Aires y Ushuaia, así como tareas de relevamiento hidrográfico en Cabo Vírgenes.
Durante los años 1909 (alférez de navío Alberto Sáenz Valiente, de fragata Adolfo E. Perna y teniente de fragata Pedro M. Brau) y 1910 (teniente de navío Carlos M. Llosa) volvió a ser afectado a tareas logísticas al servicio de la 3° División. Tras participar de la Revista Naval del Centenario Argentino fue nuevamente destacado al sur al mando del teniente de fragata Víctor M. Rolandone, efectuando tareas de relevamiento hidrográfico en aguas de la isla de los Estados.
Durante 1911, al mando del teniente de fragata Ignacio Espíndola, efectuó cuatro viajes redondos entre Buenos Aires y Ushuaia.
En 1912 pasó al mando del teniente de fragata Leopoldo Lagardere. El 14 de mayo de 1912, durante el segundo viaje del año, a las 20:15 chocó contra una roca al noroeste de la Isla Cóndor, en el extremo occidental del Paso Timbales (cerca de Punta Arenas) y naufragó. La tripulación pudo ser rescatada por los transportes Vicente Fidel López y Piedrabuena.
Lagardere y sus oficiales fueron juzgados y sobreseídos. En 1917 el Vicente López regresó al sitio del naufragio pero confirmó que los restos del Ushuaia eran irrecuperables.